# کشت تک‌محصولی
کشت تک‌محصولی (به انگلیسی: Monocropping) به کاشت گیاهان زراعی مشابه برای چندین سال متوالی در یک قطعه زمین گفته می‌شود و در برابر کشت مخلوط قرار می‌گیرد.
این روش می‌تواند موجب افزایش خسارت آفات و بیماری‌ها به محصول شود. همچنین باعث می‌شود پس از چند سال، برخی عناصر در خاک کاهش یابد و خاک از نظر آن عناصر، فقیر شود. بنابراین برای تولید میزان مطلوب محصول، نیاز به کود بیشتری خواهد بود. 